# Рапа-Нуи (футбольный клуб)
«Рапа-Нуи» (исп. CF Rapa Nui) — чилийский профессиональный футбольный клуб, основанный в 2009 году и представляющий Остров Пасхи. Некоторые считают его неофициальной сборной острова, клуб входит в организацию ConIFA.

## История
Профессиональный дебют коллектива состоялся в 2009 году в рамках гостевого матча Кубка Чили против клуба «Коло-Коло» (0:4).
Первым тренером команды стал известный в прошлом чилийский футболист Мигель Анхель Гамбоа.
В 2018 году клуб занял третье место на товарищеском турнире, проходившем на острове Таити. В рамках состязаний коллектив одержал две победы, единожды проиграл и одну игру свел вничью.

## Современность
Домашние матчи команда проводит на стадионе «Ханга Роа», вмещающем 2 500 зрителей. 
«Рапа-Нуи» является полноправным членом ConIFA — организации, объединяющей в своих рядах сборные непризнанных государств и зависимых территорий.

### Хока
Согласно традиции, перед матчами игроки сборной с целью устрашения соперника исполняют национальный боевой танец хока.